# Kościół Najświętszego Serca Pana Jezusa w Turku
Kościół Najświętszego Serca Pana Jezusa w Turku – kościół rzymskokatolicki w mieście Turek. Należy do dekanatu tureckiego. Mieści się przy Placu Sienkiewicza.

## Historia
Pierwszy drewniany kościół parafialny, który istniał w Turku prawdopodobnie od XII wieku, został spalony przez Krzyżaków w 1331 roku. Kolejny kościół, murowany z cegły, spłonął w 1813 roku, a następnie do 1816 roku został odbudowany z wykorzystaniem dolnej partii zachowanych murów. W 1839 roku doszło do katastrofy budowlanej – zawaliła się wieża oraz część korpusu kościoła. Odbudowano go ponownie do 1844 roku, rezygnując z odtworzenia wieży w części zachodniej. Ze względu na wzrost liczby parafian w końcu XIX wieku podjęta została decyzja o wzniesieniu nowego kościoła na drodze rozszerzenia i przebudowy istniejącego. 
Według innego źródła świątynia została wybudowana w latach 1904–1913 na miejscu wcześniejszej gotyckiej budowli (kościół pw. św. Jana Chrzciciela), która została rozebrana ze względu na zły stan techniczny po pożarze w 1839 roku.
Nowy kościół został zbudowany w stylu neogotyckim, na planie krzyża łacińskiego według projektu warszawskich architektów Konstantego i Jarosława Wojciechowskich.
W latach 20. XX wieku we wnętrzu kościoła umieszczono: ołtarz główny, ołtarze boczne, neogotycką ambonę, płaskorzeźbione neogotyckie stacje drogi krzyżowej, konfesjonały, balustrady wokół prezbiterium oraz prospekt organowy braci Jegendorf. Wiele elementów powstało dzięki prywatnym fundatorom, mieszkańcom Turka.
Przy konsekracji w 1924 roku świątynia otrzymała obecne wezwanie – Najświętszego Serca Pana Jezusa.
Zmieniony wystrój wnętrza został wykonany przez malarza Józefa Mehoffera w latach 1933–1939 na zlecenie proboszcza Józefa Florczaka. W pierwszej kolejności powstały polichromie, które zostały wykonane w technice kazeinowej. Kolory nanoszono po uprzednim odwzorowaniu szkicu na ścianę (powielanego metodą przepróchy). Ukończone zostały w 1936 roku.

Projekty witraży do kościoła powstawały etapami od 1934 roku. Do wybuchu II wojny światowej w 1939 roku zamontowano osiem witraży - cztery w prezbiterium i cztery w kaplicach bocznych.
Zostały one wykonane w Krakowskim Zakładzie Witraży S.G. Żeleński w Krakowie.
W czasie wojny Niemcy zamknęli kościół, który był użytkowany jako przejściowe miejsce pobytu osiedlanych w Wielkopolsce Niemców czarnomorskich, co spowodowało jego powolne niszczenie, szczególnie części parterowej. W tym czasie z wyposażenia kościoła zaginęła monstrancja i jedna ze stacji drogi krzyżowej Mehoffera.
 
W latach 70. XX wieku przeprowadzono pierwszą konserwację polichromii oraz przebudowano wnętrze, by dostosować go do wytycznych Soboru Watykańskiego II. Prace te przeprowadził Henryk Domurat z Poznania. 
W latach 1958–1965 w transepcie zostały zamontowane witraże wykonane przez firmę Józefa Powalisza z Poznania. 
W latach 1982–1985 dach kościoła został pokryty blachą z miedzi, położoną na deskach z drewna dębowego. W kościele zamontowane zostały nowe, elektroniczne dzwony.
Na podstawie zachowanych kartonów Mehoffera wykonano w Krakowskim Zakładzie Witraży S.G. Żeleński witraże do naw bocznych. Zostały one zamontowane w 2002 roku.

W 1998 roku kościół wpisano do rejestru zabytków województwa konińskiego.
W 2003 roku rozpoczęto kolejną konserwację polichromii w świątyni. Wykonała je pracownia konserwacji zabytków w Toruniu pod kierunkiem Ewy Roznerskiej-Świerczewskiej. W 2011 roku dokonano poświecenia odnowionej całkowicie polichromii kościoła. W 2012 roku odnowiono ołtarz główny, w 2016 roku zakończyły się prace związane z remontem zabytkowych organów.

## Architektura
Kościół Najświętszego Serca Pana Jezusa to orientowana, trójnawowa bazylika z transeptem, wybudowana na planie krzyża łacińskiego. Został wymurowany z cegły na podmurówce z granitu polnego.  Podwyższona nawa środkowa jest zamknięta trójbocznym prezbiterium. Za prezbiterium, na osi kościoła mieści się pięcioboczna, dwukondygnacyjna zakrystia. Prowadzą do niej dwa trapezowate korytarzyki. Dwuspadowe, wspólne dachy nawy głównej, prezbiterium i transeptu, oraz pulpitowe dachy naw bocznych są pokryte blachą miedzianą.
Na skrzyżowaniu nawy głównej i transeptu znajduje się sygnaturka.
Na ścianach zewnętrznych kościoła widoczne są wielouskokowe szkarpy, oraz wysokie, ostrołukowe okna.
W fasadzie zachodniej w przyziemiu znajdują się trzy ostrołukowe portale tworzące wejścia do kościoła.
Powyżej wybudowano dwie wieże. Wieża południowa jest niższa od północnej. Wyższa, północna wieża nakryta jest hełmem zwieńczonym kwiatonem.

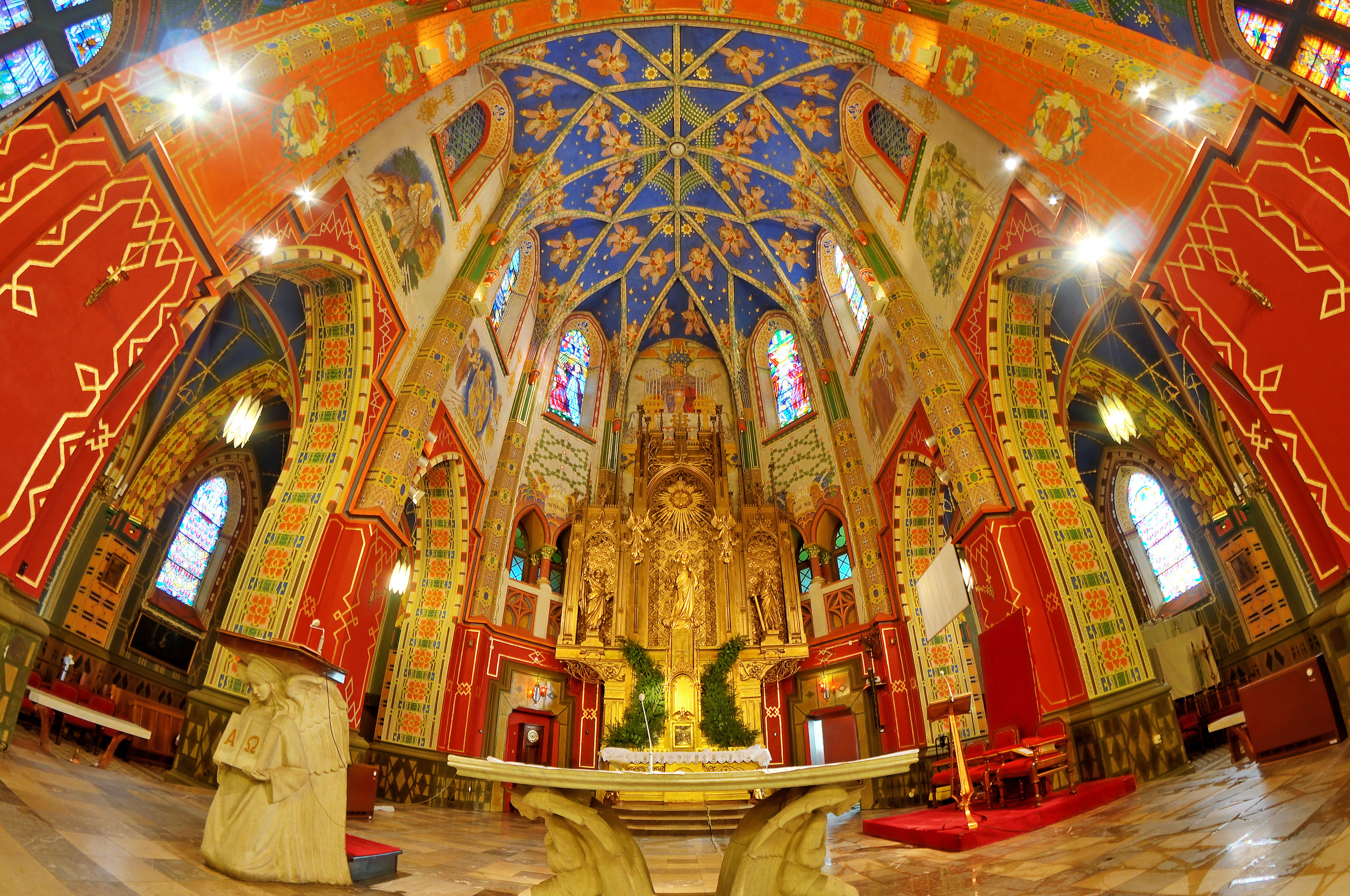
Ołtarz i wnętrze kościoła

## Wnętrze
Wystrój wnętrza jest autorskim, całościowym projektem Mehoffera, który oprócz nowych dekoracji zaplanował wiele zmian w dotychczasowym wnętrzu. Polichromie prezbiterium, transeptu i sklepienia chóru muzycznego Mehoffer namalował osobiście.
Pozostałe partie polichromii, obejmujące łącznie ponad 3 tys. metrów kwadratowych, wykonane zostały przez uczniów i pomocników artysty. Wybrane elementy (m.in. twarze, ręce i stopy) malował Mehoffer osobiście.

### Nawa główna
Korpus nawy głównej jest czteroprzęsłowy, nawę główną od bocznych oddzielają ostrołukowe arkady. Wnętrze nakryte jest ozdobnymi sklepieniami krzyżowo-żebrowymi i gwiaździstymi.
Na sklepieniu nawy Mehoffer zaprojektował złocenia – gwiazdy i deszcz.    
Polichromie nawy głównej są autorstwa Mehoffera. Dominują tu wici roślinne i motywy geometryczne. Po bokach okien powtarza się motyw lamp wieczystych połączonych złotym łańcuchem z sercem ze skrzydłami aniołów (serafinów). W całym kościele wątek ten występuje 32 razy. W oknach nie ma witraży, wypełnia je szkło katedralne. W łukach nawy artysta namalował symboliczne wieńce dożynkowe (według innego źródła motyw róż i wiecznych węzłów.
Przy skrzyżowaniu naw znajduje się neogotycka ambona z lat 20. XX wieku, projekt i wykonanie zakłady 
M. Kroczewskiego w Warszawie. Ambona jest podparta na wiązce kolumn, na balustradzie znajdują się figury świętych. Zwieńczona jest strzelistym, ażurowym hełmem-pinaklem z iglicą.
Od strony zachodniej nawa kończy się chórem muzycznym wspartym na ostrołukowej arkadzie, z neogotyckimi organami (dzieło firmy braci Jegendorf z 1924 roku). Obudowa została pozłocona w latach 30. XX wieku, zgodnie z zamysłem Mehoffera. Na polach filarów i sklepieniu wspierającym chór artysta namalował grupę leśnych ptaszków. Nad głównym wejściem umieścił postać anioła dyrygującego tą ptasią kapelą. Motyw ptaków znajduje się także na umieszczonej w wejściu kracie.

### Prezbiterium
Neogotycki ołtarz główny powstał w latach 20. XX wieku, według projektu M. Kroczewskiego, z rzeźbą Chrystusa w części centralnej i figurami świętych Piotra i Pawła po bokach. W 1938 roku został zmieniony i pozłocony zgodnie z projektem Mehoffera. W apsydzie ponad ołtarzem artysta umieścił monumentalną polichromię z wyobrażeniem Chrystusa Króla Wszechświata na tle Krzyża świętego i sfery niebieskiej ustanawiającego Najświętszy Sakrament. Umiejscowione na ołtarzu dwa pięcioramienne kandelabry mogą symbolizować pięć świętych ran Chrystusa.
 
Z boków ołtarza, ponad biforiami znalazły się symbole czterech ewangelistów. W niszy, po północnej stronie ołtarza znajduje się stojący zegar.
W prezbiterium na bocznych ścianach widnieją cztery malowidła z 1933 roku: Chrystus Dobry Pasterz, Chrystus Oblubieniec, Chrystus Pielgrzym i Chrystus Ogrodnik (w kapeluszu).

W oknach wstawiono 4 witraże o tematyce maryjnej – na ścianie północnej Matka Boska Gromniczna i Bolesna, na ścianie południowej Różańcowa i Zwiastowanie.
Na sklepieniu sieciowym prezbiterium malarz namalował 48 cherubinów. Wśród nich znajduje się obraz milczącego anioła cherubina.
W niższych partiach ścian przeważa motyw „wiecznego węzła” – symbolu  nieskończoności Boga.

### Kaplice boczne
Znajdują się po obu stronach prezbiterium. W kaplicy północnej umieszczono gotycki krucyfiks z XV wieku, który pochodzi z rozebranego kościoła św. Jana Chrzciciela (najpierw był tam w belce tęczowej, później w ołtarzu). Został on odrestaurowany według wskazówek Mehoffera.

Mehoffer jest także projektantem drewnianych stall przeznaczonych pierwotnie do prezbiterium. Ornamentyka mebli nawiązuje do motywów z drzwi wejściowych staromiejskich kamieniczek w Turku. Do wybuchu II wojny światowej wykonano dwie stalle, które znajdują się w kaplicach bocznych. 
Według projektu Mehoffera przed 1939 rokiem zamontowano w kaplicach cztery witraże. Są one podobne, porównywane są do świetlistych kobierców. Różnią się motywami w medalionach, ich tematyka jest związana z symbolami Marii i Jej cnót.
Na tło składa się motyw płonących kaganków, sznury różańców, uskrzydlone anioły i dekoracyjny monogram imienia Maria.

W kaplicy północnej znajdują się Wieża Dawidowa i Stolica Mądrości (lub według innego źródła Wieża Dawidowa i Tron Salomona), w południowej – Arka Przymierza i Brama Niebieska.

### Transept
Transept posiada dwuprzęsłowe ramiona.
 
W południowym ramieniu transeptu znajduje się ołtarz Matki Boskiej Częstochowskiej, który został wzniesiony w 1913 roku według projektu firmy Iwaszkiewicz i Ska. W 1936 roku w centrum ołtarza został zainstalowany obraz Matki Boskiej Częstochowskiej autorstwa Mehoffera, namalowany na blasze miedzianej, złoconej w ogniu i polerowanej. Początkowo do zasłaniania obrazu służył inny obraz J. Mehoffera – św. Stanisław Kostka. W 1939 roku ołtarz pozłocono zgodnie z planem Mehoffera.
W północnym ramieniu transeptu znajduje się ołtarz św. Józefa z 1927 roku, fundacji małżonków Milewskich, który został zmieniony w 1948 roku, według projektu Mehoffera z 1939 roku. Pośrodku ołtarza znajduje się figura św. Józefa. Po bokach umieszczono figury przedstawiające Pokłon Trzech Króli po lewej, Świętej Rodziny po prawej. W uszakach znajdują się figury: po lewej biskupa Stanisława, po prawej św. Wojciecha.
W dolnej części widnieje obraz autorstwa Włodzimierza Bartoszewicza przedstawiający św. Annę. Ołtarz został pozłocony. Znajdują się tu także wyobrażenia aniołów, motywy roślinne i wiecznego ognia.
W transepcie, w blendach, przedstawione zostały cztery malowidła polowych „Ołtarzy  Litanii Matki Bożej” autorstwa Mehoffera, z inwokacją „Matko Chrystusowa” napisaną złotymi literami.
W transepcie znajduje się 10 witraży, autorstwa Stanisława Powalisza:
- Ofiarowanie Chrystusa w świątyni Jerozolimskiej;
- Zdjęcie z Krzyża;
- Dogmat Niepokalanego Poczęcia Marii – Immaculata;
- św. Anna nauczająca Marię;
- Chrzest Chrystusa w Jordanie;
- św. Rodzina;
- Ucieczka do Egiptu;
- św. Małgorzata Alacoque;
- św. Franciszek;
- Wniebowstąpienie.

### Nawy boczne
Mehoffer zaprojektował także cykl witraży przeznaczonych do naw bocznych. Nie zostały one zrealizowane przed 1939 rokiem. Oryginalne projekty tych witraży odnalazły się wiele lat po wojnie. Wykonano je także w zakładzie Żeleńskich i osadzono w 2002 roku. Na każdym z nich w centrum  znajduje się architektoniczny balkonik, na którym artysta umieścił postacie świętych i błogosławionych w asyście niebiańskiej. Święci na witrażach: Teresa, Jolanta, Królowa Jadwiga, Bogumił, Królewicz Kazimierz, Andrzej Bobola, Stanisław Hozjusz i Kinga. 
Jeden z nich,  witraż „Święta Teresa z aniołami” został ukończony już  we wrześniu 1939 roku. W związku z wybuchem wojny nigdy nie dotarł do Turku. Został ukryty w piwnicach zakładu. Odnaleziono go po 60 latach i zdecydowano, że oryginał pozostanie w powstającym Muzeum Witrażu w Krakowie. Została wykonana kopia, którą w 2002 roku zamontowano w kościele w Turku.
Polichromie naw bocznych i sklepienia są powtórzeniem tych z nawy głównej.
Mehoffer wykonał ponadto 14 obrazów sztalugowych z Męką Pańską (jeden obraz, stacja IV, zaginął w latach okupacji hitlerowskiej). Zastąpiły one płaskorzeźbione Stacje Drogi Krzyżowej na filarach naw bocznych.

### Inne elementy w kościele
- Ławki dla wiernych i konfesjonały powstały w latach 70. XX wieku według projektu Aleksandra Holasa z Poznania[10].
- W kruchcie znajduje się kamienna kropielnica z XIV wieku przeniesiona tu z rozebranego kościoła św. Jana Chrzciciela[7].

### Zwiedzanie kościoła
Zwiedzanie świątyni jest możliwe wraz z pracownikiem Muzeum Miasta Turku im. Józefa Mehoffera w godzinach pracy muzeum.